# Eustomias paucifilis
Eustomias paucifilis är en fiskart som beskrevs av Parr 1927. Eustomias paucifilis ingår i släktet Eustomias och familjen Stomiidae. Inga underarter finns listade i Catalogue of Life.